# Av. Alcorta
«Av. Alcorta» es una canción del músico de Argentina Gustavo Cerati, incluida en su primer álbum de estudio solista que se tituló Amor amarillo de 1993. Fue interpretada en vivo por Cerati entre 1994 y 2010 (la última vez fue en la gira musical para presentar su último álbum de estudio Fuerza natural).

## Significado
La canción hace referencia a la distancia que Gustavo Cerati se encontraba en ese momento de la ciudad de Buenos Aires, puesto que se encontraba radicado en Santiago de Chile (lugar donde dio a la luz el álbum de estudio en el cual se inserta la canción). Hace referencia a la porteña Avenida Figueroa Alcorta, y también a la comuna de Providencia en Santiago. La canción tiene un tono nostálgico de un territorio al que abandonó para estar con su mujer de ese entonces, Cecilia Amenábar.

## Letra
Avenida Alcorta, cicatriz
Hoy volví cansado de hablar de mí
Providencia puede ser azar
Donde estemos juntos será nuestro hogar
No sé, no sé donde estás
Y me vuelvo extraño
Esta canción es droga para mí
Un imán que atrae toda la ansiedad
Ya sé, ya llegué hasta aquí
Y no quiero pasarme
Avenida Alcorta, cicatriz
Hoy volví cansado de hablar de mí
No sé, no sé donde estás
Ya sé, ya llegué hasta aquí
Y te extraño tanto
He encerrado el cielo para ti
No tengo tierra para mí
He encerrado el cielo para ti
Ya no tengo tierra para mí